# Жаровский Погост
Жаровский Погост — деревня в Тотемском районе Вологодской области.
Входит в состав Мосеевского сельского поселения, с точки зрения административно-территориального деления — в Середской сельсовет.
Расстояние по автодороге до районного центра Тотьмы — 77,5 км.
По данным переписи в 2002 году постоянного населения не было.